# Tjuttschew-Nunatakker
Die Tjuttschew-Nunatakker (russisch Нунатаки Тютчева Nunataki Tjutschewa) sind eine Gruppe von Nunatakkern im ostantarktischen Coatsland. Sie ragen südöstlich des Derschawin-Gletschers in der Shackleton Range auf.
Russische Wissenschaftler benannten sie. Der Namensgeber ist der russische Dichter und Diplomat Fjodor Iwanowitsch Tjuttschew (1803–1873).